# UNITED COVER
『UNITED COVER』（ユナイテッド・カヴァー）は、井上陽水によるカバー・アルバム。

## 解説
- 昭和歌謡曲を中心に収録。
- 「井上陽水 ReMASTER」と、同時発売。
- 本作の発売後14年後にあたる2015年、続編となる『UNITED COVER 2』が発売。
- 2001.6.11付のオリコンアルバムチャートに2位で初登場、週間売り上げは20万6,780枚だった。（その週の同チャート1位は同じく初登場の鈴木あみ初のベストアルバム「FUN for FAN」売り上げ枚数24万2,330枚。)
- 以降の売り上げ枚数は、2週目（6/18付）3位 10万2,070枚、3週目（6/25付）3位 5万6,830枚、4週目（7/2付）4位 4万5,420枚で累積41万1,100枚。

## 収録曲
1. 蛍の光（スコットランド民謡）
作詞：稲垣千穎
2. コーヒー・ルンバ（西田佐知子、1961年）
作詞：中沢清二 J.M.Perroni、作曲：J.M.Perroni
先行シングルとして発表済。
3. 花の首飾り（ザ・タイガース、1968年）
作詞：なかにし礼 菅原房子、作曲：すぎやまこういち
先行シングルとして発表済。
4. 旅人よ（加山雄三、1966年）
作詞：岩谷時子、作曲：弾厚作
先行シングル「コーヒー・ルンバ」のカップリング曲として発表済。
5. 銀座カンカン娘（高峰秀子、1949年）
作詞：佐伯孝夫、作曲：服部良一
6. サルビアの花（早川義夫、1969年）
作詞：相沢靖子、作曲：早川義夫
7. 東京ドドンパ娘（渡辺マリ、1961年）
作詞：宮川哲夫、作曲：鈴木庸一
8. ウナ・セラ・ディ東京（ザ・ピーナッツ、1964年）
作詞：岩谷時子、作曲：宮川泰
9. 嵐を呼ぶ男（石原裕次郎、1958年）
作詞：井上梅次、作曲：大森盛太郎
10. 誰よりも君を愛す（松尾和子 / 和田弘とマヒナスターズ、1959年）
作詞：川内康範、作曲：吉田正
11. ドミノ（ペギー葉山、1952年）
作詞：音羽たかし J.Plante、作曲：L.Ferrari
先行シングル「コーヒー・ルンバ」のカップリング曲として発表済。
12. 星のフラメンコ（西郷輝彦、1966年）
作詞・作曲：浜口庫之助
先行シングル「コーヒー・ルンバ」のカップリング曲として発表済。
13. 月の沙漠（童謡）
作詞：加藤まさを、作曲：佐々木すぐる
14. 手引きのようなもの（井上陽水奥田民生、1997年）
作詞・作曲：井上陽水奥田民生
「井上陽水奥田民生」名義で発表したアルバム『ショッピング』に収録されている楽曲のセルフカバー。

## 演奏
- 井上陽水
  - Vocal
  - Acoustic Guitar (#1.2.4.14)
  - Electric Guitar, Backing Vocal, 念仏 (#5)
- 今堀恒雄
  - Electric Guitar (#1.2.6.7.10.12.14)
  - Acoustic Guitar (#2.4.14)
  - Mandorin (#2.14)
  - Gut Guitar (#8)
  - 12 Strings Guitar, SEQ (#14)
- 山木秀夫：Drums (#2.4.7.8.9.12.14)
- 高水健司
  - Electric Bass (#2.4.6.7.12.14)
  - Wood Bass (#9)
- 今剛
  - Electric Guitar (#2.9.13)
  - Acoustic Guitar (#4.10.13)
- 中西康晴
  - Organ (#2.6.9)
  - Keyboards (#4)
  - Piano (#8.14)
- 川島裕二：Synthesizer (#3.5.6.7.8.10.13)
- 西川進：Irish Bouzouki (#3)
- 渡辺等：Cello (#3)
- 朝川朋之：HighlandｰHarp (#3)
- 浦田恵司：Programming (#4.5)
- ナスノミツル：Electric Bass (#5)
- 椎名和夫：Electric Guitar (#5)
- 小島良喜：Organ (#5.7)
- HONZI：Electric Violin (#5)
- 星勝
  - Backing Vocal (#5)
  - Acoustic Guitar (#11)
- 三沢またろう：Percussion (#6.7.12)
- 美久月千晴：Electric Bass (#8)
- 皆川真人：Synthesizer (#8.10.11)
- 後藤勇一郎Group：Strings (#10)
- 長井ちえ：Electric Guitar (#12)
- 塩谷哲：Piano (#12)
- 松本治：Trombone (#12)
- エリック・ミヤシロ：Trumpet (#12)
- ボブ・ザング：Alto Sax (#12)